# ديفيد سيمبسون (سياسي)
ديفيد سيمبسون هو سياسي كندي، ولد في 19 مارس 1910، وتوفي في 11 سبتمبر 1965.